# جون دولان (لاعب كرة قدم)
جون دولان (بالإنجليزية: John Doolan)‏ هو لاعب كرة قدم بريطاني، ولد في 10 نوفمبر 1968 في ليفربول في المملكة المتحدة. لعب مع أشتون يونايتد ونادي أكرينغتون ستانلي ونادي بارو وويغان أتلتيك.

## وصلات خارجية
- جون دولان على موقع Soccerbase.com (لاعب) (الإنجليزية)